# 손가락 욕
손가락 욕(영어: obscene gesture)은 일부 문화권에서 극도로 불쾌하거나 저속하다고 여겨지는 손가락 제스처를 의미한다. 손가락 욕의 기준은 문화권에 따라 차이가 있다.

## V 사인

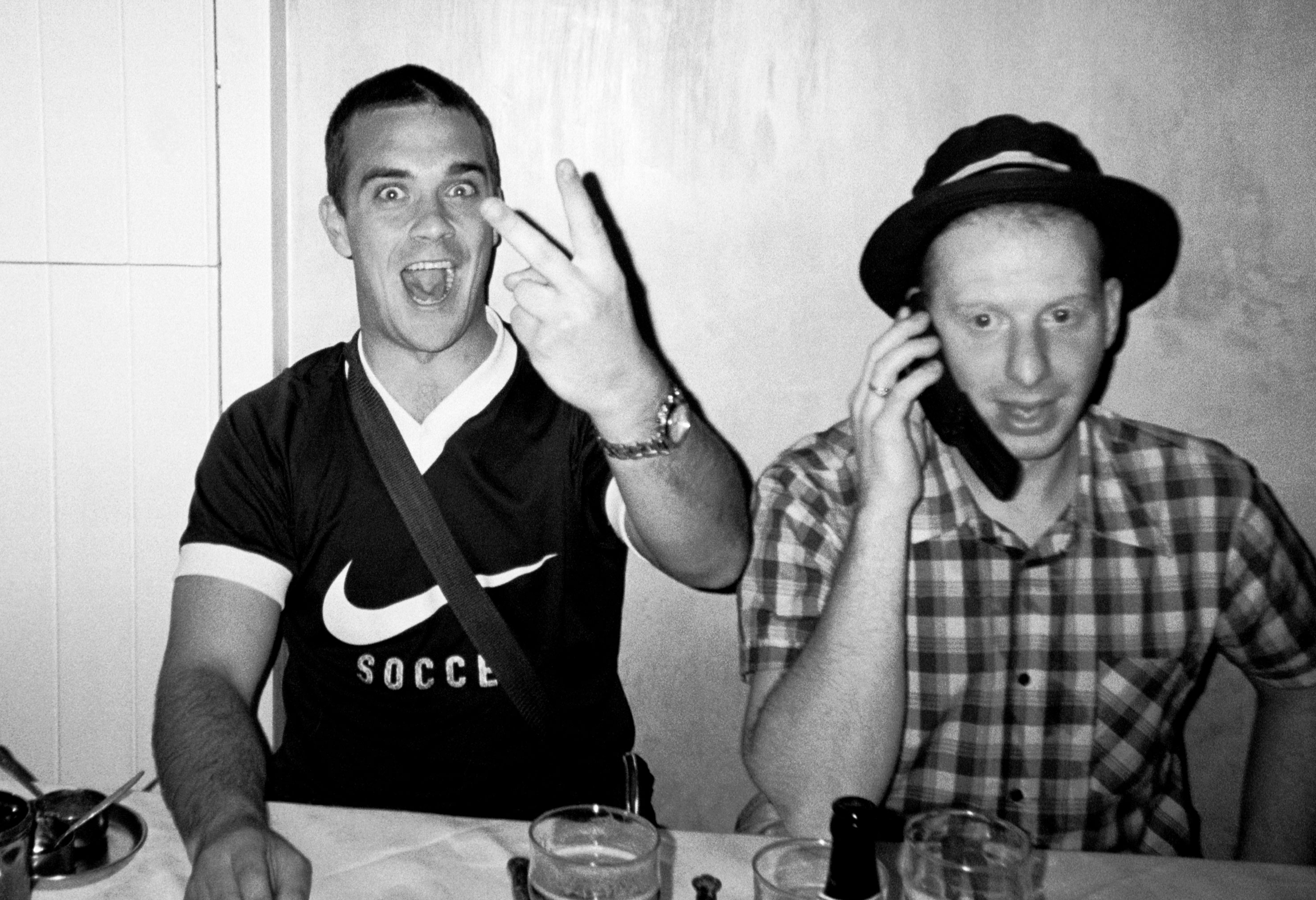
V 사인을 하는 가수 로비 윌리엄스

주로 영연방 지역에서 가운데와 검지 손가락을 펼치고 손등을 보이는 V 사인은 가운데손가락과 유사한 욕설로 사용된다. 손바닥이 앞으로 향한 V 사인은 승리나 평화를 신호한다.

## 피그 사인
구 소련연방국에서 자주 사용되는 피그 사인은 주로 대상과 동의하지 않거나 도움을 거절하는 의미로 사용된다.

## OK 사인
브라질을 비롯한 라틴 아메리카에서는 OK 사인이 항문을 연상케 하는 성적 모욕이다.

## 집게 사인
엄지와 검지를 집게 모양으로 살짝 띄어 보이는 제스처로, 남성의 성기를 연상케 하는 성적 모욕으로 사용된다. 대한민국에서는 2010년대 중반 이후로 남성을 향한 모욕으로 쓰이고 있다.

## 스톱 사인
그리스에서 손바닥을 펴 보이는 스톱 사인은 “지옥에나 가라”라는 의미의 모욕이며, 문자(그리스어: μούντζα) 또는 무자(그리스어: μούτζα)라고 불린다.